# رئیس ستاد کل نیروهای مسلح سوریه
رئیس ستاد کل نیروهای مسلح سوریه (انگلیسی: Chief of the General Staff) رئیس عالی نیروهای مسلح سوریه است. رئیس ستاد کل توسط رئیس‌جمهور سوریه که فرمانده کل نیروهای مسلح این کشور است، منصوب می‌شود و به وزیر دفاع سوریه گزارش می‌دهد.
این سمت، نخستین بار در سال ۱۹۴۷ تعریف شد و نخستین رئیس ستاد، سرلشکر عبدالله عطفه بود. از ۲۱ سپتامبر ۲۰۲۴ سرلشکر علی نورالدین النعسان، ریاست ستاد کل نیروهای مسلح سوریه را برعهده دارد.
در ۱۶ ژوئیه ۲۰۲۵ نیروی هوایی اسرائیل، در بحبوحه درگیری‌های ژوئیه ۲۰۲۵ در جنوب سوریه، ورودی ستاد کل در دمشق را به عنوان هشدار، بمباران کرد.